# Giuliana Morrone
Giuliana Faria Morrone (Brasília, 30 de Março de 1967) é uma jornalista e palestrante brasileira. Entre 2021 e 2023 foi comentarista  do Jornal da Globo em Brasília.

## Carreira
Iniciou seus estudos no Colégio Marista de Brasília. Formou-se em jornalismo pela Universidade de Brasília, iniciou sua carreira pela TV Brasília, em 1989, quando Fernando Collor de Mello se elegeu presidente da república, desde então tem acompanhado de perto todas as eleições diretas do Brasil. Na televisão começou no SBT com Bóris Casoy no antigo telejornal TJ Brasil e sendo depois repórter da sucursal da emissora, no Rio de Janeiro. depois retorna a cidade natal, aonde entrou na Rede Globo em 1999. 
Em 2007, Giuliana se tornou correspondente internacional nos Estados Unidos, cargo ocupado por ela até 2012, quando retornou ao Brasil. Durante esse período acompanhou de perto, desde as prévias, às eleições presidenciais que sagraram Barack Obama presidente dos Estados Unidos.
Essa relação íntima com os bastidores do jornalismo político acabou lhe rendendo um maior espaço como repórter com as Crônicas de Nova York, quadro que foi apresentado no Jornal Hoje, sempre aos sábados, nos moldes dos quadros onde a repórter Beth Lima apresentava na década de 1980 e início da década de 1990 também no Jornal Hoje, sempre falando sobre os hábitos e costumes de Nova Iorque.
Quando voltou ao Brasil se voltou a ser repórter no Distrito Federal. Além de ter sido chamada para ser apresentadora eventual do DFTV, logo depois foi chamada para ser também apresentadora eventual do Bom Dia Brasil em Brasília. mas em 2013, se tornou titular do cargo de editora de rede e apresentadora do Bom Dia Brasil, fazendo parte do rodízio de apresentadores do próprio Bom Dia Brasil (no Rio de Janeiro, substituindo Ana Paula Araújo) e também do rodízio de apresentadores do Jornal Hoje, entre os anos de 2013 e 2014. Em janeiro de 2015, cobriu o atentado terrorista ao jornal francês Charlie Hebdo e a um supermercado judaico. No último sábado de janeiro de 2015, passou a fazer parte do rodízio do Jornal Nacional.

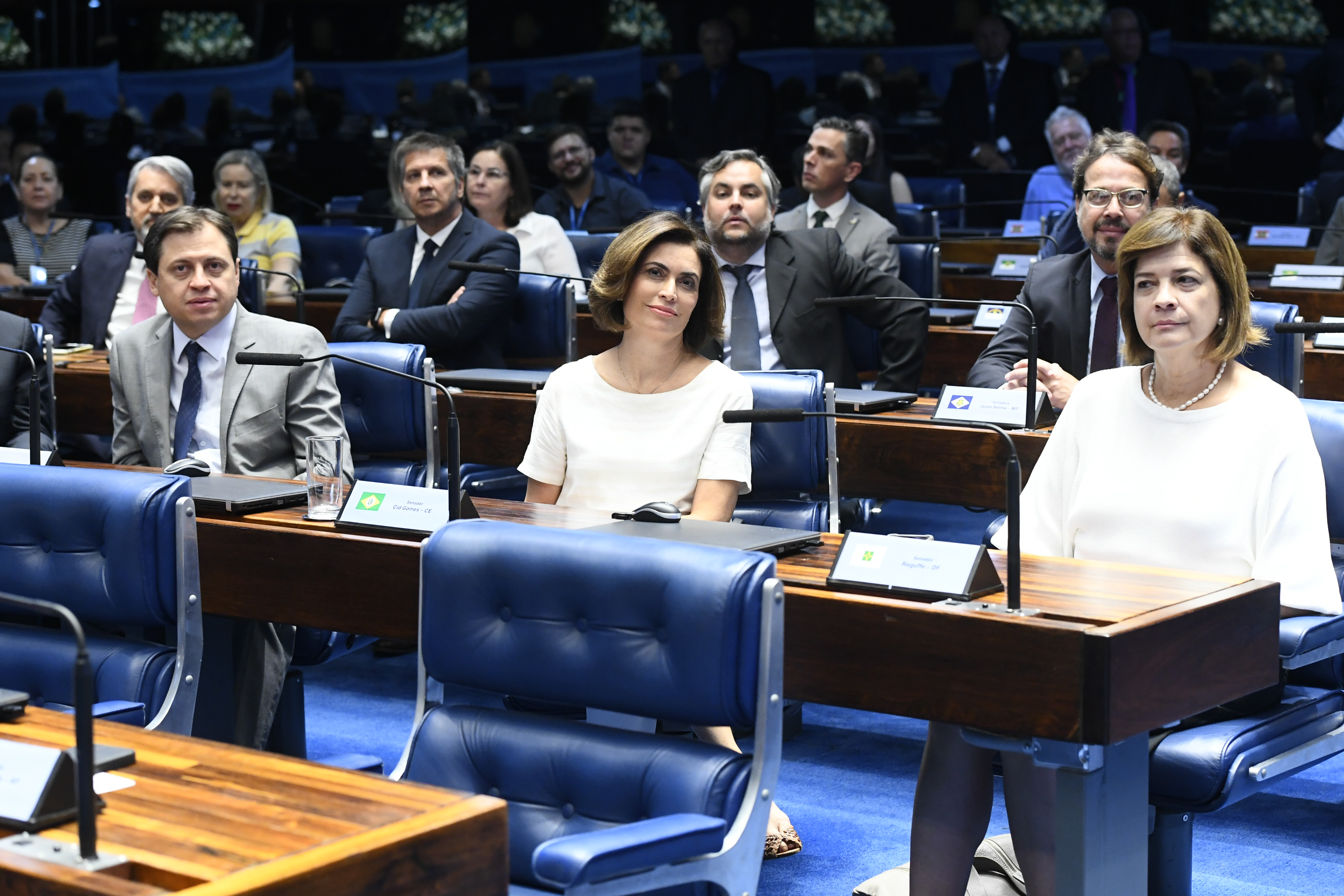
Gerson Camarotti, Giuliana Morrone e Delis Ortiz em sessão no Senado Federal em comemoração aos 50 anos do Jornal Nacional

A jornalista também é palestrante e é convidada para falar sobre política e economia em empresas.
Em maio de 2020, teve áudio vazado em que criticava o ex-companheiro de bancada Alexandre Garcia. No áudio, dizia ao comentarista Gerson Camarotti que Garcia poderia estar "gagá", "tipo a Regina Duarte", em virtude de seu suposto apoio à cassação da concessão da Rede Globo e afiliadas. Garcia e Duarte, dois dos citados na conversa de bastidores, foram apoiadores de primeira hora do então candidato ao planalto Jair Bolsonaro e esta última, Secretária Especial de Cultura desde março de 2020.
Giuliana ficou no telejornal até 2 de julho de 2021, quando foi substituída por Heraldo Pereira. Em 5 de julho assumiu o quadro de política do Jornal da Globo.
Em 5 de abril de 2023, foi dispensada da TV Globo após 28 anos na emissora, em meio à política de cortes de gastos no canal, o qual também demitiu vários repórteres e diretores de longa data que possuíram salários altos.

## Vida pessoal
Giuliana é muito discreta e faz raras aparições fora do trabalho. A jornalista tem um filho.

## Filmografia
| Ano       | Nome            | Emissora          | Cargo                     |
| --------- | --------------- | ----------------- | ------------------------- |
| 1988-1990 | Jornal Hoje     | TV Globo          | Repórter                  |
| 1991      | Band Cidade DF  | Band Brasília     | Repórter                  |
| 1991-1999 | TJ Brasil       | SBT               | Repórter                  |
| 1999-2002 | DFTV            | TV Globo Brasília | Repórter                  |
| 2002-2007 | Jornal Nacional | TV Globo          | Repórter                  |
| 2007-2011 | Jornal Nacional | TV Globo          | Correspondente            |
| 2013-2021 | Bom Dia Brasil  | TV Globo          | Apresentadora em Brasília |
| 2021-2023 | Jornal da Globo | TV Globo          | Comentarista              |
| 2021-2023 | Jornal das Dez  | GloboNews         | Comentarista              |